# 2-0は危険なスコア
2-0は危険なスコア（英語: 2-0 lead is the worst lead）は、スポーツ競技で使用されるクリシェで、あるチームが2-0のスコアでリードしているときに、チームがそのリードで自己満足に陥りかねない状況を指している。特にサッカーの試合で使われる言葉だが、ハーフタイムの時点でこの点差になっているときだけ言われがちである。またアイスホッケーのように、2点のリードがそれなりに大きいスポーツでも警句として使われる場合がある。
このクリシェはチェコのサッカー指導者ヨセフ・チャプラールによって提唱されたため、チェコではチャプラールの罠（チェコ語: Csaplárova past）と呼ばれている。セルビアのサッカー指導者ミラン・ジヴァディノヴィッチも2-0は最も危険な結果（セルビア語: 2:0 је најопаснији резултат）という表現を多用した。元オーストラリア代表のサッカー解説者ジョニー・ウォーレンもこのクリシェを使うことで知られている。

## 概要
このクリシェが何を言いたいかといえば、2-0でリードしているチームは自己満足してしまい、その得点差について「間違った安心感」を持ってしまうということにある。もし相手に点を返されてスコアが2-1になろうものなら、チームはパニックに陥ってさらなる失点を喫し、引き分けになってしまうどころかいずれ逆転される可能性さえある。それとは対照的に、1-0でリードしているチームは、集中力をもってプレーを続け、僅差を守りつつリードを広げようとする傾向にあるし、3点以上の差をつけてしまえば逆転される可能性ははるかに薄くなる、という考え方が「2-0は危険なスコア」の根拠になっている。
このクリシェは2-0のスコアになった後も選手たちのひたむきさを維持しようと激励するコーチ陣の言葉にみられる。またスポーツ実況において、解説者やスタジオにいる専門家が、試合結果はまだわからないとアピールして視聴者が試合から興味を失くさないために言う場合もある。
データをひもとくと、2-0が本当に危険なスコアだとはいいがたい。サッカーに関していうと、ハーフタイムの時点で2-0の点差をつけているチームが逆転敗けを喫するのは、全体の2パーセントである。逆に言うとクリシェがあてはまる場合もある。元イングランド代表のサッカー解説者ゲーリー・リネカーは、2016年にリヴァプールFCがAFCボーンマス相手に2-0でリードしてハーフタイムを迎えた際にTwitterでこのクリシェに疑問を呈したが、試合はリヴァプールが3-4で敗れた。
アイスホッケーでも、2点差をつけてリードしているチームがたいていはそのまま勝利しており、1点差の場合のほうが逆転の可能性は高いという統計データがある。実際にはこのクリシェを口にする人間も、2-0が考えうるかぎりで最も危険なスコアではないことは重々承知の上でそう語っているということでもある。
一方でサッカーを中心に様々なスポーツのデータを取得・解析する日本企業データスタジアムは、2-0というスコアそのものは圧倒的な優位であることは前提としつつも「『2-0は（2-1にされると、1-0より）危険なスコア』」とはいえるのではないかと分析している。